# Kate & Anna McGarrigle
Kate & Anna McGarrigle bylo kanadské hudební duo, skládající se ze sester Kate a Anny McGarrigleových. Duo vzniklo v roce 1974 v Montréalu. Jejich první album nazvané Kate and Anna McGarrigle vyšlo v roce 1975 a vedle jiných na něm hráli Tony Levin a Lowell George. Druhé, Dancer with Bruised Knees, vyšlo v roce 1977 a opět zde hrála řada dalších hudebníků, jako jsou John Cale, Dave Mattacks nebo Pat Donaldson. V následujících letech vyšla řada dalších alb. Kate McGarrigleová zemřela v roce 2010.

## Diskografie
- Kate & Anna McGarrigle
- Dancer with Bruised Knees
- Pronto Monto
- Entre Lajeunesse et la sagesse
- Love Over and Over
- Heartbeats Accelerating
- Matapédia
- The McGarrigle Hour
- La vache qui pleure
- The McGarrigle Christmas Hour